# 高千穂日之影道路
高千穂日之影道路（たかちほひのかげどうろ）は、宮崎県西臼杵郡高千穂町から同日之影町へ至る、国道218号のバイパスで、九州横断自動車道延岡線に並行する一般国道自動車専用道路である。総延長は5.7 km。

## 概要
- 起点 : 宮崎県西臼杵郡高千穂町大字三田井
- 終点 : 宮崎県西臼杵郡日之影町大字七折
- 延長 : 5.7 km
  - 現道改良区間 : 0.6 km
  - バイパス区間 : 5.1 km
- 規格 : 第1種第3級
- 設計速度 : 80 km/h
- 車線数 : 完成2車線

## インターチェンジなど
- 施設名欄の背景色が■である部分は施設が供用されていない、または完成していない事を示す。

| 施設名                                                                               | 接続路線名                                                           | 起点から (km) | 備考                      | 所在地   |
| ------------------------------------------------------------------------------------ | -------------------------------------------------------------------- | ------------- | ------------------------- | -------- |
| 国道218号（現道）熊本・山都方面                                                      |                                                                      |               |                           |          |
| 一般道路区間                                                                         |                                                                      |               |                           |          |
| 馬門交差点                                                                           | 宮崎県道7号緒方高千穂線                                              |               | 現道改良予定区間（0.6km） | 高千穂町 |
| 戸の鼻交差点                                                                         |                                                                      |               | 現道改良予定区間（0.6km） | 高千穂町 |
| 自動車専用道路区間                                                                   |                                                                      |               |                           |          |
| 雲海橋交差点                                                                         | E77 九州中央自動車道（高千穂雲海橋道路（事業中）） 国道218号（現道） | 0.0           |                           | 高千穂町 |
| 日之影深角IC                                                                         | 広域農道                                                             | 2.8           |                           | 日之影町 |
| 平底交差点                                                                           | 国道218号（現道）                                                    | 5.1           |                           | 日之影町 |
| E77 九州中央自動車道 延岡方面（基本計画区間） （平底 - 蔵田間 計画段階評価手続き中） |                                                                      |               |                           |          |

## 歴史
- 2002年（平成14年）度 : 環境調査を実施
- 2007年（平成19年） : バイパス建設のためのルート調査開始
- 2008年（平成20年） : 沿線市町村より早期整備の要請あり
- 2009年（平成21年） : 高千穂日之影道路として事業着手
- 2011年（平成23年） : 国交省九州地方整備局事業評価監視委員会において事業の再評価を行う重点審議事業になり、各委員が再度評価した結果、「事業継続」となった[5]。
- 2013年（平成25年）度 : 国道218号 高千穂日之影道路（末市交差点（仮称）〜七折交差点（仮称）、5.1 km） 工事着手[6]。
- 2014年（平成26年）度 : 九州地方整備局の発表では事業進捗率約10％、用地進捗率約32%　手後概ね10年程度を目指すもの、完成に向けた円滑な事業実施環境が整った段階で確定予定としている[7]。
- 2014年（平成26年）12月24日 : 大平山トンネル（約2306メートル）の東側工事区間にあたる日之影町深角集落で工事の安全祈願祭[8]。
- 2017年（平成29年）5月12日 : 高千穂日之影道路のうち、3分の1近くを占める「新平底トンネル」着工[9]。
- 2018年（平成30年）11月11日 : 雲海橋交差点 - 日之影深角IC間開通[10]。
- 2019年（令和元年）5月9日 : 「新平底トンネル」貫通式[11]。
- 2021年（令和3年）8月21日 : 日之影深角IC - 平底交差点間開通[12]。